# Érico Veríssimo
Pour les articles homonymes, voir Veríssimo.
Erico Verissimo, parfois orthographié Érico Veríssimo, né le 17 décembre 1905 à Cruz Alta et mort le 28 novembre 1975 à Porto Alegre, est un écrivain brésilien.
Il fut rédacteur en chef dans les années 1930 de la Revista do Globo.
Il est le père de Luis Fernando Veríssimo, également écrivain.

## Romans
- Clarissa – 1933
- Caminhos Cruzados – 1935
- Música ao longe – 1936
- Um lugar ao sol – 1936
- As Aventuras do Avião Vermelho – 1936
- Olhai os lírios do campo – 1938
- Saga – 1940
- O resto é silêncio – 1943
- O tempo e o vento (1re partie) — O continente – 1949
- O tempo e o vento (2e partie) — O retrato – 1951
- O tempo e o vento (3e partie) — O arquipélago – 1962
- O senhor embaixador – 1965
- O prisioneiro – 1967
- Incidente em Antares – 1971

## Adaptations
Au cinéma
- Noite (1985, Brésil), par Gilberto Loureiro, avec Paulo César Pereio, Cristina Aché et Eduardo Tornaghi